# Neckar-Odenwald járás
Neckar-Odenwald járás egy járás Baden-Württembergben. Neckar-Odenwald járás Miltenberg, Rhein-Neckar, Odenwald, Heilbronn, Hohenlohe és Main-Tauber járásokkal határos. Lakosainak száma 143 535 fő.

## Népesség
A járás népessége az elmúlt években az alábbi módon változott:

| 2014 | 141 847 |